# Enedis
Ne doit pas être confondu avec RTE, autre filiale d'EDF, qui s'occupe du transport d'électricité.
Pour le réseau de distribution de gaz, voir GRDF.
Enedis, anciennement ERDF (pour Électricité réseau distribution France), est une société anonyme à conseil de surveillance et directoire, filiale à 100 % d'EDF chargée de la gestion et de l'aménagement de 95 % du réseau de distribution d'électricité en France. Elle est distincte de RTE, qui est le gestionnaire de réseau de transport d'électricité en haute tension supérieure à cinquante kilovolts (HTB).

## Description et historique
Enedis a été créée le 1er janvier 2008, sous le nom d'ERDF, par la scission des activités de distribution d'électricité d’EDF avec les activités de production, de transport et de commercialisation de l'électricité.
Enedis reprend les activités préalablement assurées par EDF Gaz de France Distribution et EDF Réseau Distribution, qui opéraient en tant que directions d'EDF SA dotées d'une indépendance de gestion.
En mai 2016, la filiale d’EDF se renomme Enedis. Le nom Enedis était déjà déposé par ERDF en 2008.
Enedis est gestionnaire du réseau de distribution en France métropolitaine et continentale. Elle a l'obligation de garantir un accès au réseau électrique aux clients des fournisseurs d'électricité quels qu'ils soient. Opérateur industriel de concession, elle est responsable dans les territoires du développement, de l’exploitation, de la maintenance du patrimoine et des missions de service public. Enedis est une entreprise présente dans tous les départements de France métropolitaine (plus de mille sites). La Corse et les DOM-TOM sont quant à elles couvertes par EDF SEI (système électrique insulaire) en raison de leur isolement du reste du système français et européen.
Enedis est la filiale la plus importante du groupe EDF. En 2024, elle rassemble 40 000 agents et dessert 37,5 millions d'abonnés. Elle exploite le réseau le plus important en Europe, soit 1,4 million de kilomètres de lignes à haute tension A (inférieure à 50 kV pour le courant alternatif) et basse tension, et environ 763 812 transformateurs.
Enedis tend à devenir aussi, dans le cadre de la transition énergétique, gestionnaire de systèmes électriques et gestionnaire de mégadonnées énergétiques. Ses données de consommation électrique ont été publiées à l'échelle INSEE de l'IRIS (échelle du quartier) en donnée ouverte, à la fois sur le site d'Enedis et sur Data.gouv.fr. Il est prévu d'ouvrir aussi des données sur la production, anonymisées, venant des compteurs communicants en cours de déploiement.
En octobre 2022, dans le cadre de la crise énergétique mondiale de 2021-2022, Enedis prévoit de réduire les plages horaires d’heures creuses, où l’électricité est moins chère, afin d’éviter un surplus de consommation à certains moments de la journée. La filiale d’EDF le fera en envoyant des consignes directement aux compteurs Linky installés dans les foyers. Cette demande vient de RTE « en coordination avec les pouvoirs publics ». Le risque de coupure n'est pas écarté pour autant.

## Réglementations
La directive européenne du 19 décembre 1996 et sa transposition en droit français a fixé des règles communes concernant la production, le transport et la distribution d'électricité, afin de faire émerger un marché de l'électricité.
Dans ce but elles ont imposé progressivement :
- une séparation de gestion, puis juridique, des activités de production, de transport (RTE), de distribution (Enedis), et de fourniture d'électricité ;
- une ouverture totale à la concurrence des activités de production et de fourniture d'électricité.

Dans ce contexte d’ouverture de marché, la distribution de l’électricité (gestion et exploitation des réseaux publics) demeure une activité monopolistique assortie de missions de service public. Le législateur a confié ce monopole territorial aux entreprises existantes gestionnaires de réseau. La Commission de régulation de l'énergie (CRE) veille quant à elle au respect des règles de l'ouverture de marché.

## Missions de service public

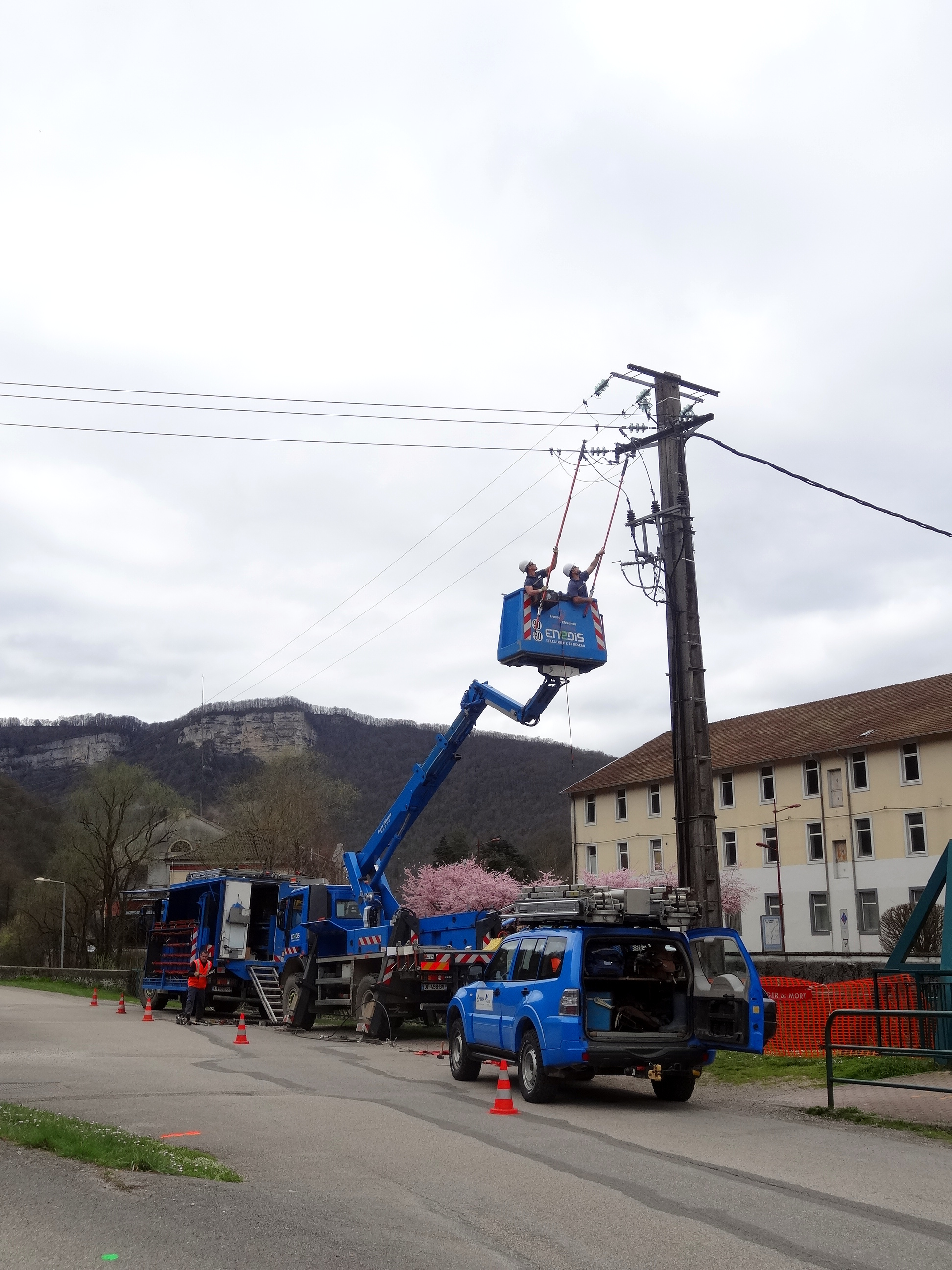
Travaux sous tension (TST) sur une ligne HTA (Haute tension A).

Les collectivités locales ont confié à Enedis, sous le régime de la concession de service public, la gestion et l'exploitation des réseaux publics de distribution d'électricité sur 95 % du territoire français métropolitain. Les 5 % restants sont gérés par des entreprises locales de distribution. Cette mission fait l’objet d’un contrat de service public passé entre Enedis et la collectivité concédante, et s’accompagne d’engagements de la part d’Enedis :
- desservir tout usager, dans les villes comme dans les campagnes, c'est l'obligation de desserte quel que soit le coût et la complexité ;
- maintenir la qualité d’alimentation sur la base des normes en vigueur en fonctionnement normal, en réalisant des investissements sur le réseau ;
- rétablir le fonctionnement du réseau au plus vite après des aléas climatiques (par exemple en 2009 dans le Sud-Ouest de la France après la tempête Klaus[16],[17], ou en 2010 après la tempête Xynthia[18], etc.) avec un dépannage 24h/24, 7j/7 et activation lors des aléas climatiques de la FIRE[19] (Force d'Intervention Rapide Électricité, voir le paragraphe ci-dessous) ;
- accompagner les programmes de rénovation urbaine et de transition énergétique.

Le contrat de service public passé entre Enedis et l’État stipule qu’Enedis doit garantir un accès sans discrimination à l’électricité à tous les usagers du réseau. Ainsi, lorsqu’une personne physique ou morale souhaite faire raccorder son installation électrique intérieure au réseau de distribution pour disposer de l’électricité, elle doit en faire la demande à Enedis. L’entreprise traite toutes ces demandes de la même manière, quel que soit le fournisseur d’électricité choisi. Cette non-discrimination est contrôlée par la CRE (Commission de Régulation de l’Énergie). Enedis est aussi chargée du raccordement des installations de production au réseau électrique (photovoltaïque, éolien, biogaz, etc.).

### Force d'intervention rapide électricité
La Force d'intervention rapide électricité (FIRE) est composée de 2500 techniciens de l'entreprise s'étant portés volontaires pour être mobilisés à tout moment lors d'une situation de crise, dans la grande majorité des cas liée à une catastrophe naturelle comme une tempête ou une inondation (branches ou arbres tombés sur des lignes, poteaux et/ou fils à terre, feu de transformateur électrique, inondation des installations électriques, etc.) menaçant ou ayant déjà coupé l'alimentation en électricité d'un certain nombre d'abonnés (consommateurs d'électricité raccordés au réseau) dans n'importe quel endroit de France métropolitaine. Elle a pour objectif de réalimenter 90 % des abonnés coupés dans les cinq jours suivant la catastrophe.

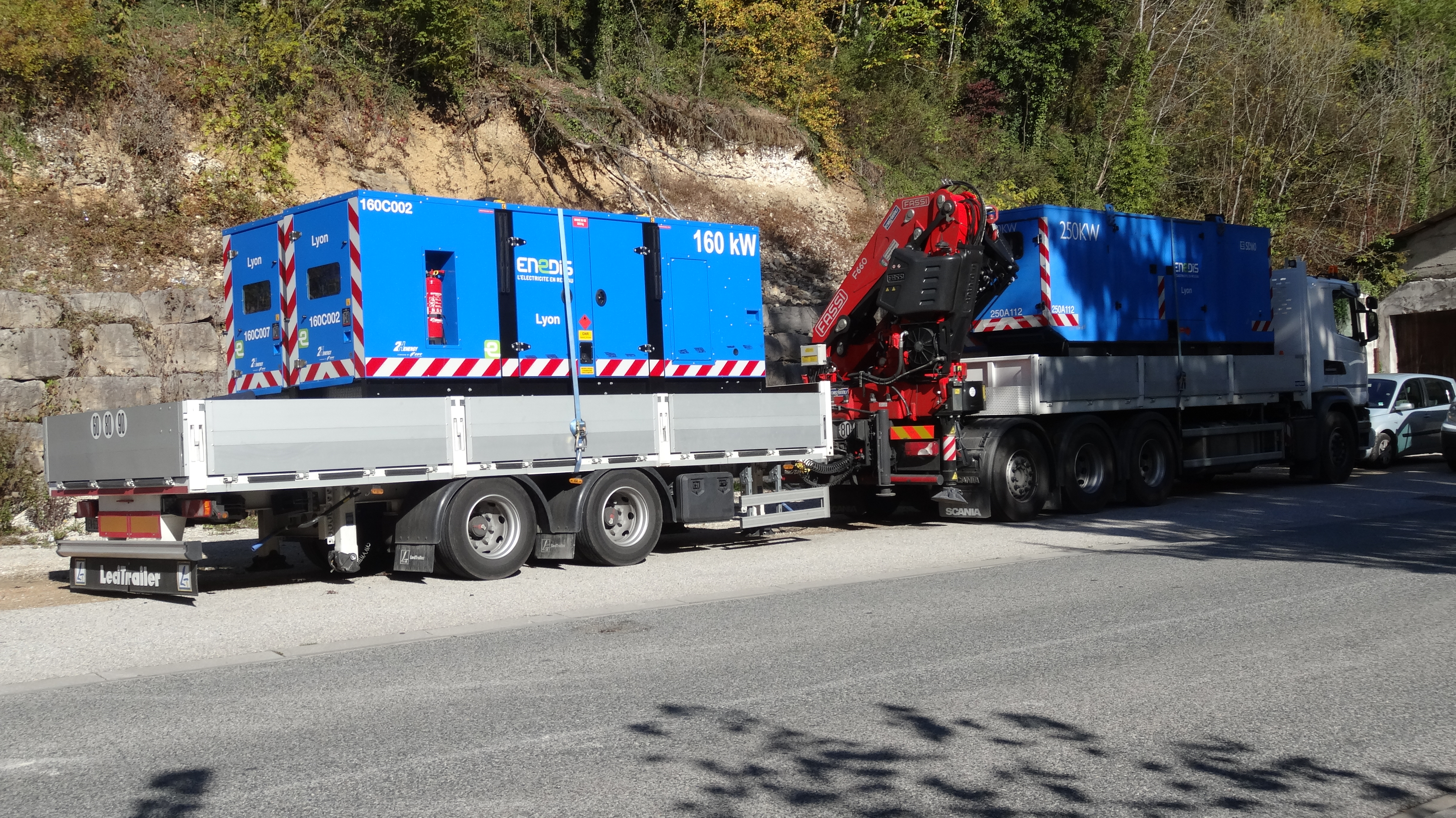
Groupes électrogènes mobiles de 160 et 250 kW, permettant d'assurer une alimentation électrique en cas de panne ou de travaux.

La FIRE fut créée durant l'année 2000 et tient son origine des tempêtes Lothar et Martin de fin décembre 1999 en France, qui, de par leur intensité exceptionnelle, avaient détruit une partie non négligeable du réseau électrique de la France métropolitaine.
La FIRE peut également, de façon exceptionnelle, intervenir hors de la métropole française pour porter secours aux territoires d'outre-mer, comme ce fut le cas après le passage de l'ouragan Irma (le 6 septembre 2017) sur les îles de Saint-Martin et Saint-Barthélémy au nord des Antilles, où Enedis envoya par avion 95 groupes électrogènes et 150 électriciens plus du matériel divers et des véhicules dans le but de rétablir l'alimentation électrique sur les îles,.

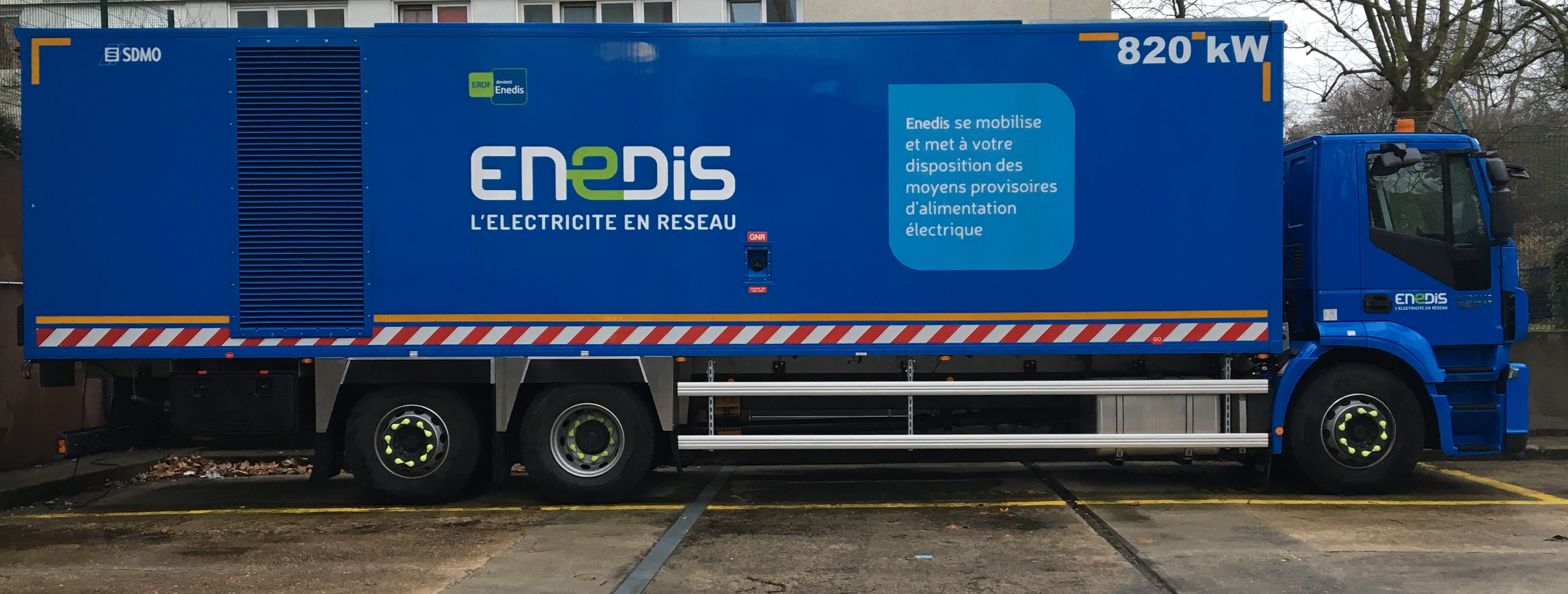
Un camion avec des groupes électrogènes d'Enedis

Pour fonctionner, la Force d'Intervention Rapide Électricité se base tout d'abord sur un dispositif de prévision des risques météorologiques nommé GERIKO (Gestion des RIsques au QUOtidien). Une fois les besoins de réparation du réseau identifiés, elle est appuyée par une ou plusieurs des 11 plates-formes SERVAL (plate-forme logistique) à travers la métropole où sont stockés 2 700 groupes électrogènes au total plus des kits de réparation du réseau électrique (outils, câbles…) à destination des techniciens,. Les 11 plates-formes SERVAL sont basées dans les villes suivantes : Aix-en-Provence, Bordeaux, Caen, Gennevilliers, Lyon, Nancy, Orléans, Ploërmel, Riom, Saint-Quentin et Toulouse.

### Mise à disposition de données
Fin 2016, en application de la loi de transition énergétique, Enedis a ouvert une plate-forme open data contenant des données (à partir de 2011) sur la consommation électrique par secteur d’activité (résidentiel, agriculture, industrie et tertiaire), à diverses échelles géographiques (IRIS, établissement public de coopération intercommunale, région). Cette même plateforme est depuis mise à jour en continu.

### Investissements
Entre sa création en 2008, et 2017 Enedis a investi plus de 30 milliards d'euros sur les différentes composantes du réseau. En 2017, les investissements étaient de 3,769 milliards d'euros. Ces investissements ont permis notamment de ramener le temps de coupure moyen d'environ 80 minutes en 2008 à 65 minutes en 2017.
Ces investissements couvrent également les dispositifs de conduite et d'automatisation du réseau parfois qualifiés de « smart grids ». Ainsi Enedis dispose sur le territoire continental de 31 centres régionaux de conduite du réseau. Ils permettent de contrôler en permanence l'état du réseau, d'identifier les incidents et de manœuvrer à distance le réseau moyenne tension notamment pour réalimenter rapidement les abonnés en cas d'incident. Enfin, en cours de déploiement jusqu'en 2021, le compteur communicant Linky permet une relève quotidienne des consommations, une surveillance du réseau basse tension, et la réalisation de certaines opérations à distance, sans déplacement de personnel, pour des tâches courantes comme la mise en ou hors service lors des déménagements et emménagements, ou le réglage de la puissance souscrite.
Le « plan de développement du réseau » 2023 d'Enedis prévoit une hausse d'environ 20 % de ses investissements sur la période 2022-2032 pour atteindre plus de 5 milliards d'euros annuels, soit 75 % de plus que la moyenne historique annuelle observée entre 1980 et 2020. Ces investissements totaliseront 96 milliards d'euros d'ici à 2040. Cette hausse est d'abord due aux demandes croissantes de raccordements de nouvelles installations : le nombre de bornes de recharge raccordées à son réseau passera de 0,8 million fin 2021 à 13 millions en 2040, les éoliennes de 16 GW à 28 GW et le solaire de 12 GW à 42 GW. Ces raccordements d'installations nouvelles impliquent aussi parfois des opérations de renforcement importantes des réseaux. Le pic d'investissements devrait être atteint en 2027, compte tenu de la nécessité d'équiper les parkings des immeubles collectifs en bornes de recharge pour véhicules électriques. Pour financer ces investissements, Enedis compte renforcer son endettement mais aussi demander une contribution plus forte aux consommateurs via le tarif d'utilisation du réseau public d'électricité (Turpe) sous réserve de validation par la Commission de régulation de l'énergie.

## Le réseau électrique géré par Enedis

### Contrats de concession
Enedis entretient des relations avec les collectivités locales françaises souvent regroupées en syndicats d'énergies départementaux qui sont les propriétaires du réseau de distribution. Elles en confient l’entretien, le développement et l’exploitation aux gestionnaires de réseau public de distribution, à Enedis sur 95 % du territoire métropolitain. Cette délégation donne lieu à la signature de contrats de concession passés entre chaque collectivité concernée (alors appelée autorité concédante) et Enedis. Ces contrats sont établis sur un modèle élaboré en 1992 avec la Fédération Nationale des Collectivités Concédantes et des Régies (FNCCR). Fin 2013, la France métropolitaine comptait 625 contrats de concession.

### Taille du réseau
Le réseau de la France métropolitaine est constitué de 1 324 045 km de lignes, dont Enedis gère près de 95 % (la part restante étant exploitée par des entreprises locales de distribution, indépendantes d'Enedis). Il s’agit des lignes basse et moyenne tension (respectivement BT et HTA avec une tension inférieure à 50 000 volts), permettant d’acheminer l’électricité du lieu de production jusqu'aux sites de consommation.
Le réseau de transport à haute tension (HTB avec une tension supérieure à 50 000 volts) est entièrement géré par RTE.

### Enfouissement des lignes

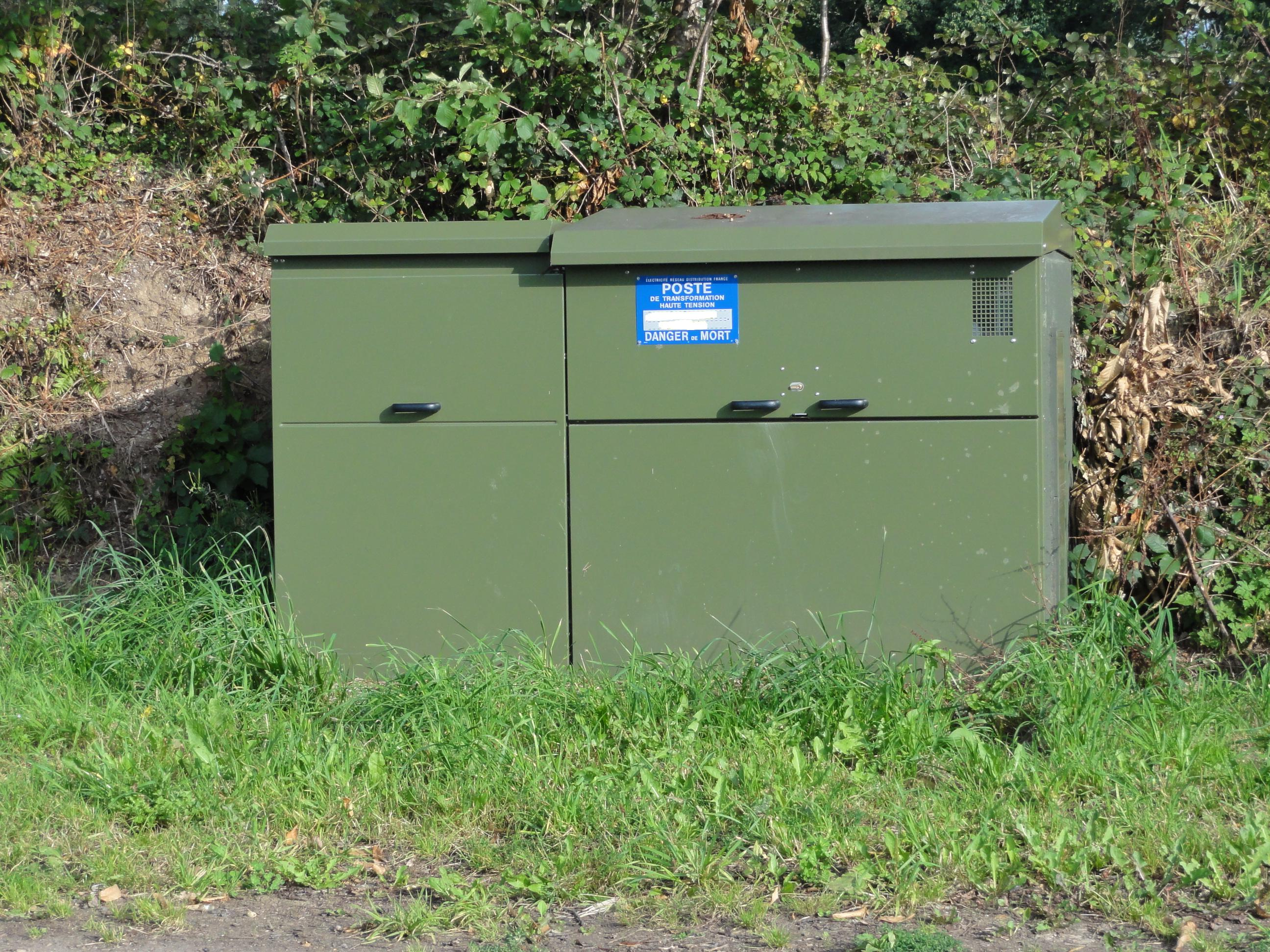
Transformateur Haute Tension Enedis (ex-ERDF) au sol pour ligne de distribution électrique enterrée.

Environ 43,3 % du réseau de distribution français était souterrain en 2008, soit près de 470 000 km. Avec ce taux d’enfouissement, la France accusait un retard sur ses voisins britanniques ou germaniques. Enedis s'est engagée à enfouir ou dissimuler 96,9 % des nouvelles lignes moyenne tension et 72,8 % des nouvelles lignes basse tension en 2009, tout en maintenant le tarif d'acheminement à un niveau le plus bas possible pour les français, contrairement aux tarifs pratiqués notamment en Europe du Nord, plus élevés pour les utilisateurs.

### Le compteur communicant Linky

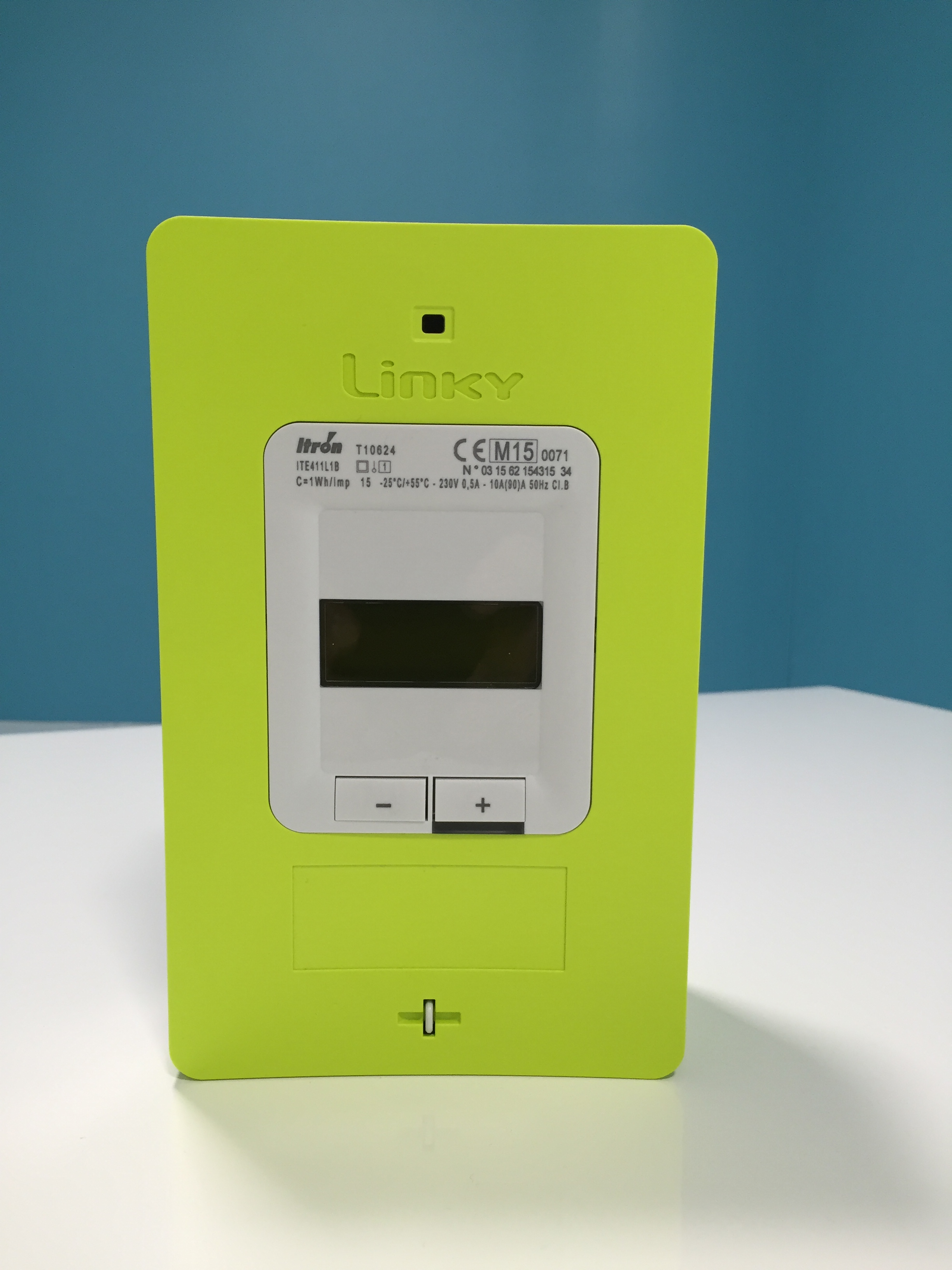
Un compteur communicant Linky

Enedis, en tant que gestionnaire du réseau électrique, est chargé des activités de comptage. Selon les termes de la Loi du 7 décembre 2006 cette activité comprend « la fourniture, la pose, le contrôle métrologique, l'entretien et le renouvellement des dispositifs de comptage et d'assurer la gestion des données et toutes missions afférentes à l'ensemble de ces activités »
Dans le cadre de ces missions Enedis est responsable du déploiement du système de compteurs communicants Linky, prévu par l'article L 341-4 du code de l'Energie, transposant la Directive Européenne 2009/CE/72 et par le Décret 2010-1022 du 31 août 2010.
Le déploiement à grande échelle de l'ensemble du système a été précédé par une phase d'expérimentation qui s'est achevée le 31 mars 2011. Lancée un an auparavant à la demande de la Commission de Régulation de l’Énergie (CRE), cette phase de test portait sur environ 250 000 compteurs dans le département d'Indre-et-Loire et sur l'agglomération de Lyon, s'est déroulée en adéquation avec les objectifs fixés par le régulateur.
Enedis est depuis 2016 en cours de déploiement du compteur communicant Linky pour ses 35 millions d'abonnés d'ici 2020, à la suite de l'arrêté du 4 janvier 2012 qui décide de sa généralisation. Cet arrêté a fait l'objet d'un recours de plusieurs organismes, rejeté par le Conseil d’État dans un arrêt du 20 mars 2013,.

## Organisation

### Direction nationale
Enedis est une société anonyme à conseil de surveillance et directoire. Au 1er août 2020, le directoire comprend cinq membres, sa présidente Marianne Laigneau, la directrice financière Corinne Fau, le directeur technique, Antoine Jourdain, le directeur Clients et Territoires - Europe, Christian Buchel, et le directeur du programme Linky, Hervé Champenois. Le conseil de surveillance est présidé par Marianne Laigneau et comprend quinze membres, huit représentant l'actionnaire EDF, un représentant l'État, un représentant les autorités organisatrices de la distribution d'électricité et cinq représentant les salariés.
Depuis le 9 février 2020, Marianne Laigneau est devenue présidente du directoire d'Enedis en succession de Philippe Monloubou qui a cessé ses fonctions à l'âge de 65 ans, conformément aux statuts de l'entreprise.

### Organisation en région

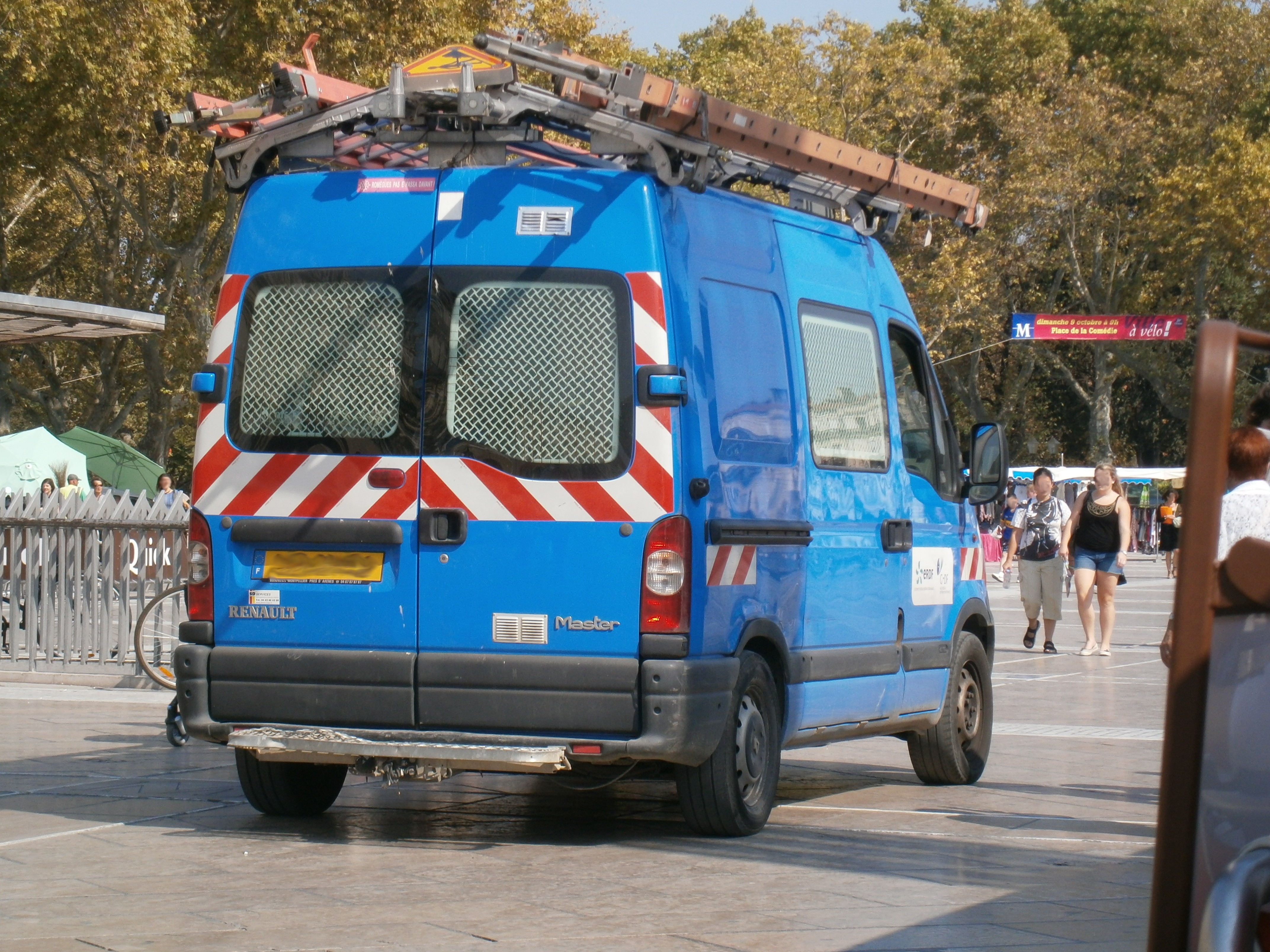
Camion Enedis Renault Master (avec l'ancien logo ERDF), à Montpellier (Hérault).

L'implantation d'Enedis en région est assurée par 25 directions régionales (DR) (les directions inter-régionales (DIR) ont disparu au 1er janvier 2016) :
- Alsace Franche-Comté
- Champagne-Ardenne
- Lorraine
- Île-de-France Est
- Île-de-France Ouest
- Paris
- Nord-Pas-de-Calais
- Normandie
- Picardie
- Alpes
- Bourgogne
- Sillon Rhodanien
- Côte d'Azur
- Languedoc-Roussillon
- Provence-Alpes du Sud
- Aquitaine Nord
- Midi-Pyrénées Sud
- Nord Midi-Pyrénées
- Pyrénées et Landes
- Bretagne
- Pays de la Loire
- Poitou-Charentes
- Auvergne
- Centre-Val de Loire
- Limousin

Chaque région possède en outre plusieurs autres unités opérationnelles :
- les unités clients fournisseurs (UCF), chargées de l'ensemble des interventions auprès des abonnés en électricité et en gaz naturel (mise en service, relève…) et de la relation clientèle en général. Ce service fût en commun jusqu'en 2017 avec GRDF ;
- les accueils raccordement électricité (ARÉ), points de contact préférentiels pour les demandes de raccordement au réseau de distribution d'électricité ;
- les unités services régionales (USR), support des autres unités, dans le domaine de la logistique et des fonctions transverses (immobilier, RH, informatique…).

### Opérateur informatique
Il existe aussi une autre unité opérationnelle, l'opérateur informatique et télécoms (OIT), anciennement connue sous le nom d'unité opérationnelle informatique (UOI), rattachée à la direction du système d'information (DSI) d'Enedis.
L'OIT assure les missions suivantes :
- l'assistance informatique aux utilisateurs ;
- le conseil et expertise ;
- le maintien en condition opérationnelle (MCO) de la téléphonie tertiaire ;
- la gestion du parc informatique ;
- la gestion des habilitations ;
- l'exploitation des infrastructures et des applications nationales pour Enedis.

### Management
En 2018, l'entreprise obtient la certification du Top Employers Institute avec 78 autres grandes entreprises françaises pour les bonnes pratiques en ressources humaines et en management

## Système de gestion des échanges (SGE)
Le système de gestion des échanges est un portail qui permet les échanges entre les différents acteurs du marché de l’électricité (fournisseurs, responsables d’équilibre) et Enedis. Depuis le 1er juillet 2007, date d'ouverture du marché de l’électricité en France, chaque foyer a le droit de choisir son fournisseur d’électricité. Pour centraliser et faciliter les échanges avec les nouveaux acteurs du marché, Enedis a mis en place un site internet à accès restreint aux acteurs du marché de l'électricité (fournisseurs, responsable d’équilibre).

## Campus de formation
Enedis dispose de six campus de formation répartis dans toute la France et dirigés par la direction de la formation professionnelle (DFP). Il s'agit des campus de Lille-Croix, Ottmarsheim, La Pérollière, Sainte-Tulle, Nantes-Montluc, et une partie à Saclay.
Le campus de Gennevilliers appartenant à GRDF, il fut remplacé par celui de Saclay.

## Partenariats
Enedis s’engage dans des partenariats ayant pour but de valoriser la proximité et l’utilité sociale ou environnementale.
- Enedis et la LPO (Ligue pour la protection des oiseaux) prolongent en novembre 2010 la collaboration initiée il y a plus de dix ans par ERDF. Enedis soutient le programme « Refuges LPO » auprès des collectivités locales afin de préserver la biodiversité de proximité[48],[49].
- Enedis est partenaire de la première course internationale indoor de karting électrique, les ERDF Masters Kart, sur la piste du palais omnisports de Paris-Bercy les 10 et 11 décembre 2011[50].

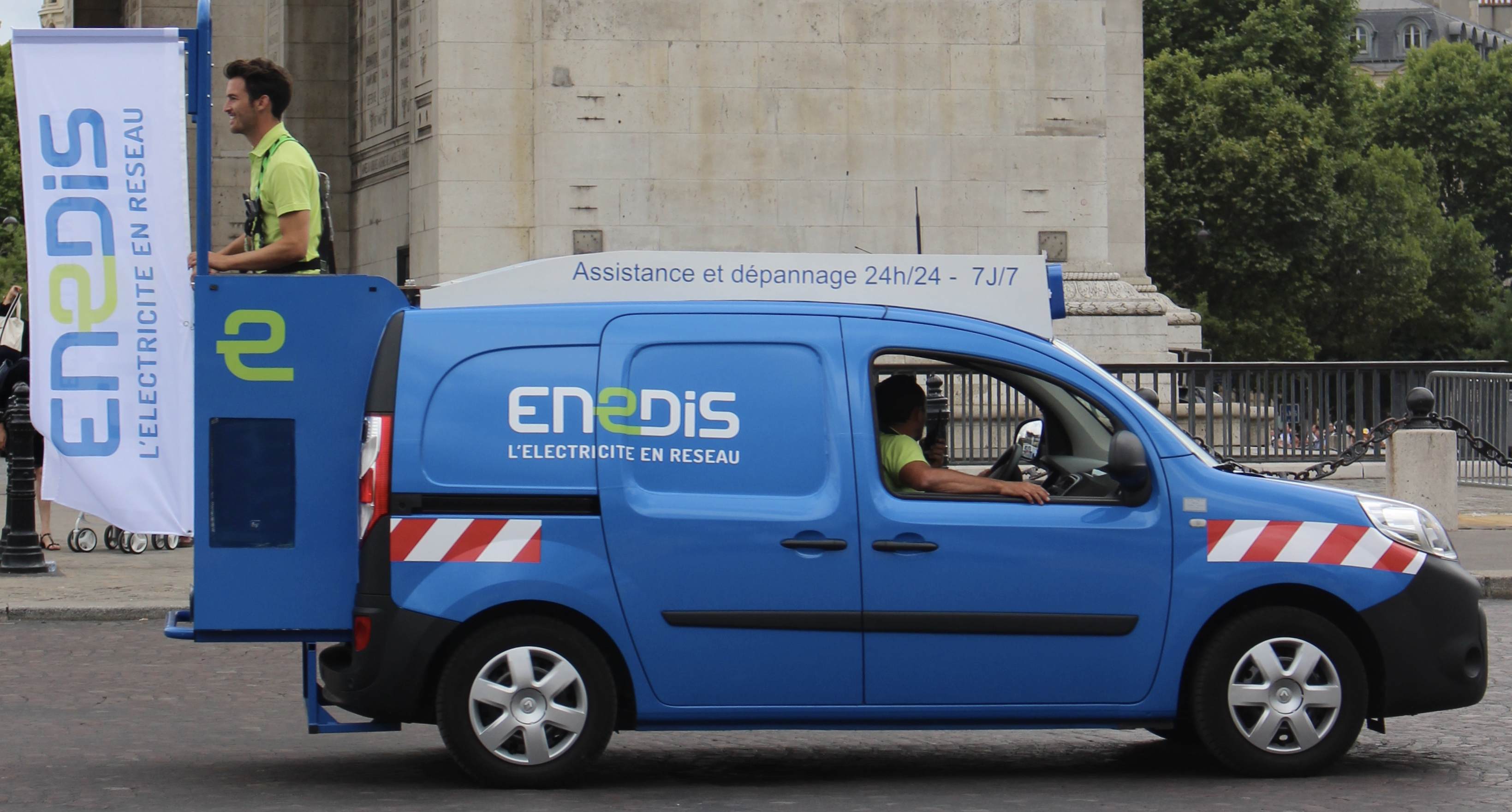
Enedis, Tour de France 2017.

- Enedis est aussi partenaire officiel du Tour de France, ainsi pour augmenter la visibilité de son nouveau nom et logo [Depuis quand ? et Réf ?].
- La marque Enedis s’affiche également dans la caravane publicitaire du Tour de France 2016.
- Le Trophée Andros est aussi un événement sponsorisé par Enedis [Depuis quand ? et Réf ?] et
- Le Prix de Paris [Depuis quand ? et Réf ?] auss .
- Enedis et l'association OpenStreetMap France signent un partenariat sur trois ans (2021-2024) pour le partage des données[51]. Enedis fournit à OSM France ses images aériennes et ces deux acteurs se rapprochent pour « renforcer leur connaissance commune » sur la cartographie des réseaux électriques[52].

## Implication environnementale
Les lignes électriques aériennes, les chantiers et certains ouvrages peuvent contribuer à la fragmentation écopaysagère et avoir d'autres impacts sur la biodiversité ou l'environnement.
En juin 2011, Enedis s'est associée à six autres grands gestionnaires d'infrastructures linéaires fragmentantes « pour agir en faveur de la biodiversité » notamment dans le cadre de la Trame verte et bleue nationale autour d'une charte, en créant un « Club infrastructures linéaires et biodiversité » pour renforcer leur engagement en faveur de la biodiversité.
En 2016, Enedis s'associe au Sicoval dans le but de faire coopérer opérateurs et collectivités territoriales dans la transition énergétique. Il s'agit de mettre en place un partage des cartographies et des données énergétiques afin de mieux estimer les actions mises en place sur la collectivité.

## Identité visuelle (logo)
Lors de sa création en janvier 2008, ERDF utilise un logo similaire à celui d'EDF reprenant l'image de la « turbine » où seule la couleur est modifiée, passant ainsi de l'orange à un bleu canard.
En 2015, la Commission de régulation de l'énergie (CRE) estime que l'identité visuelle des deux sociétés porte à confusion. En conséquence, le 30 juin 2015, ERDF adopte un nouveau logo et change de slogan pour se distinguer d'EDF. Ceci ne suffisant pas, la direction d'ERDF annonce le 30 mai 2016 le changement de nom d'ERDF qui devient Enedis. Les syndicats reprochent à Enedis le coût de ce changement de nom et de logo.

Logo d'ERDF de janvier 2008 à juin 2015.
Logo d'Enedis depuis mai 2016.